# چاه تنگل
چاه تنگل یک منطقهٔ مسکونی در ایران است که در دهستان سده (قائنات) واقع شده‌است.